# Sima de las Palomas
Sima de las Palomas è un sito archeologico nel territorio di Torre-Pacheco nella Murcia, dove sono stati ritrovati i resti di circa 100 fossili umani, alcuni dei quali, per alcuni studiosi, presentano segni di sepoltura. Tra questi reperti, nel 2007 è stato ritrovato lo scheletro di una giovane donna neandertaliana, denominata Palomas 96.